# 顧瀚畇
顧瀚昀（1980年6月13日—），藝名阿丹，台灣藝人。曾任模特兒兩年，亦替多首華語歌曲填詞。現任MISS SOFI與Clozzet品牌總監，致力於推動MISS SOFI品牌行銷。
2010年12月17日，與MISS SOFI總經理王曉萍登記結婚。

## 演藝作品

### 填詞
※芭比 BOB等豪記唱片歌手之數首歌曲，是同樣冠名「阿丹」的女性創作人負責填詞或譜曲，跟顧瀚畇無關。
- 曹格

丑角、喔愛、驚天動地、Why Why、悲歌王、大女人、背叛、Super Sunshine、奈斯男孩、Superman、Girlfriend、起床歌、吹吹風、寶貝
- 龔柯允

不要放晴
- 譚維維

蝶
- 閻韋伶

這裡
- 蕭亞軒

赤裸真相

### 電視劇
- 麻辣鮮師 飾 張大器
- 人生旅程Ⅱ
- 我是男子漢 飾 米麒麟
- 七年級生 飾 李子威
- 舞動奇蹟 飾 阿印（王光印）
- 大老婆小老公 飾 李彥明
- 驚異傳奇－變奏童話 飾 周偉政
- 剪刀石頭布 飾 Doff（豆腐）
- 愛情兩好三壞 飾 保羅
- 下一站，幸福 飾 陶檢察官

### 節目主持
- TVBS-G：《Fashion walker》

### MV
- 周杰倫 - 爸我回來了
- 曹格 - 無辜
- 曹格 - 起床歌
- 陳偉聯 - 永遠的朋友
- 陳偉聯 - 分手的情書

### 廣告
- MTV中文台形象廣告-機車篇
- 可口可樂廣告-直昇機篇
- 遠傳電信平面廣告
- 萬事達卡
- 佐丹奴平面
- NIKE平面
- 泰山企業「泰山冰鎮紅茶」廣告-北海道泡湯
- 費列羅「健達繽紛樂巧克力」廣告-滑板篇